# کانادای سفلی
استان کانادای سفلی (به انگلیسی: Province of Lower Canada) (به فرانسوی: province du Bas-Canada‎) یکی از مستعمرات بریتانیا در پایین رودخانه سنت لارنس و سواحل خلیج سنت لارنس (۱۷۹۱–۱۸۴۱) بود. بخش جنوبی استان فعلی کبک و منطقه لابرادور استان نیوفاندلند و لابرادور فعلی را پوشش می‌داد. (تا زمانی که منطقه لابرادور در سال ۱۸۰۹ به نیوفاندلند منتقل شد).
کانادای سفلی متشکل از بخشی از مستعمره سابق کانادا در فرانسه نو بود که در جنگ هفت ساله منتهی به سال ۱۷۶۳ توسط بریتانیا فتح شد (جنگ فرانسه و هند در ایالات متحده نیز خوانده می‌شود). مناطق دیگر فرانسه جدید که توسط انگلیس فتح شد مستعمره‌های نوا اسکوشیا، نیوبرانزویک و جزیره پرنس ادوارد شدند.
استان کانادای سفلی با قانون اساسی ۱۷۹۱ از تقسیم مستعمره انگلیس در استان کبک (۱۷۶۳–۱۷۹۱) به استان کانادای سفلی و استان کانادای علیا ایجاد شد. پیشوند «پائین‌تر» در نام خود به موقعیت جغرافیایی آن در پایین‌تر از سرچشمه رودخانه سنت لارنس نسبت به کانادای فوقانی معاصر آن، جنوب انتاریو کنونی اشاره دارد.
کانادای پایین در سال ۱۸۴۱ هنگامی که کانادای بالا و مجاور آن در استان کانادا متحد شدند منسوخ شد.

## عصیان
مانند کانادای علیا، ناآرامی‌های سیاسی قابل توجهی وجود داشت. بیست و دو سال پس از حمله آمریکایی‌ها در جنگ ۱۸۱۲، یک شورش اکنون حاکمیت انگلیس بر جمعیت عمدتاً فرانسه را به چالش کشید. پس از اینکه شورش میهنی در شورشهای ۱۸۳۷–۱۸۳۸ توسط ارتش انگلیس و داوطلبان وفادار درهم شکسته شد، قانون اساسی ۱۷۹۱ در ۲۷ مارس ۱۸۳۸ به حالت تعلیق درآمد و شورای خاصی برای اداره مستعمره تعیین شد. تلاش سقط جویانه رابرت نلسون انقلابی برای اعلام جمهوری کانادای سفلی به سرعت خنثی شد.

در سال ۱۸۴۱، هنگامی که قانون اتحادیه ۱۸۴۰ به اجرا درآمد، استان‌های کانادای سفلی و کانادای علیا به عنوان استان متحد کانادا ترکیب شدند. مجالس قانونگذار جداگانه آنها در یک پارلمان واحد با نمایندگی برابر برای هر دو بخش تشکیل دهنده ترکیب شدند، حتی اگر کانادای پایین دارای جمعیت بیشتری باشد.

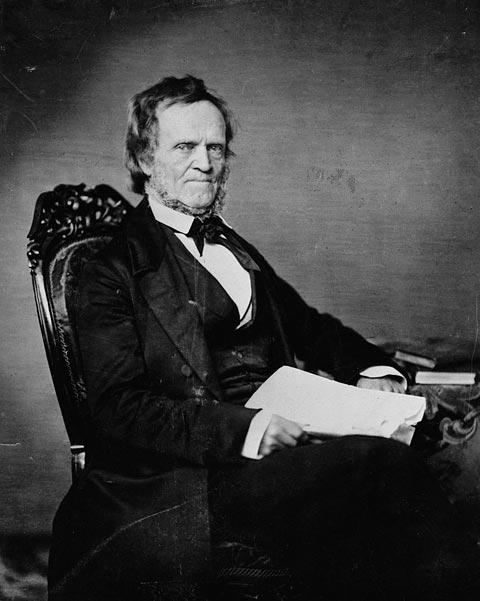
ویلیام لیون مکنزی، رئیس شورش در کانادای علیا
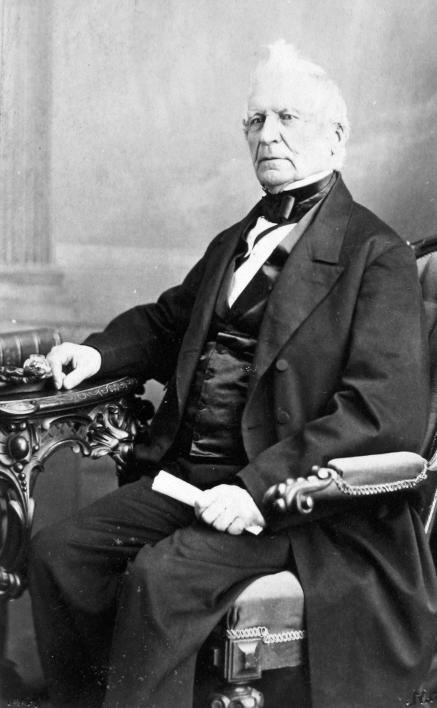
لوئیس-جوزف پاپینو، رئیس شورش در کانادای پایین

## قانون اساسی

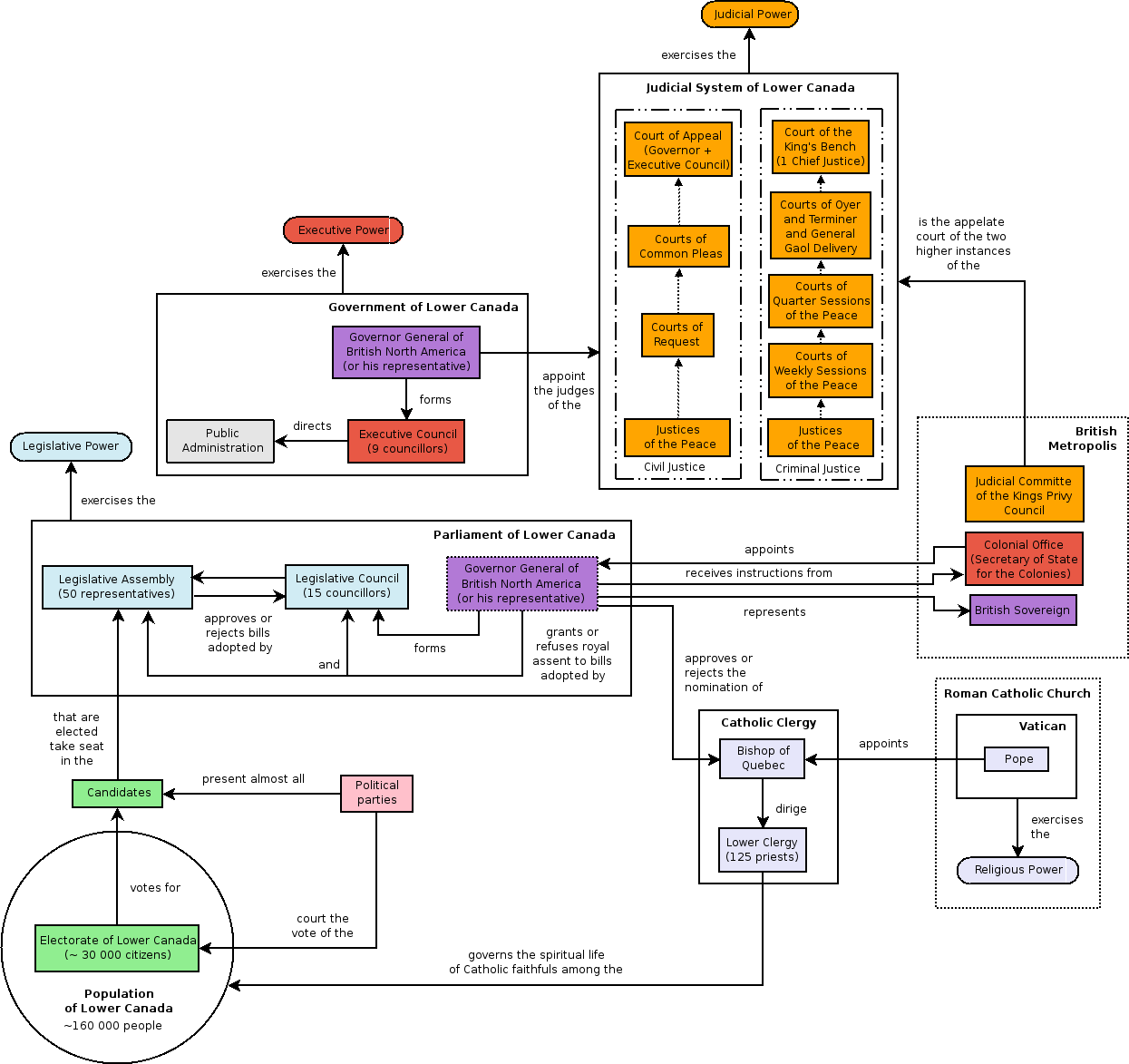
قانون اساسی کانادای سفلی در سال ۱۷۹۱

استان کانادای سفلی مجموعه ای از موسسات فرانسوی و انگلیسی را که در استان کبک در طول دوره ۱۷۶۳–۱۷۹۱ وجود داشت و بعداً در کانادا-شرق (۱۸۴۱–۱۸۴۱) و در نهایت در استان فعلی کبک وجود داشت، به ارث برد. (از سال ۱۸۶۷).

## جمعیت
کانادای پایین عمدتاً توسط کانادیانز، یک گروه قومی که نسب خود را به استعمارگران فرانسوی که از قرن هفدهم به بعد در کانادا ساکن بودند، می‌رسد.
| سال  | برآورد سرشماری |
| ---- | -------------- |
| ۱۸۰۶ | ۲۵۰٬۰۰۰        |
| ۱۸۱۴ | ۳۳۵٬۰۰۰        |
| ۱۸۲۲ | ۴۲۷٬۴۶۵        |
| ۱۸۲۵ | ۴۷۹٬۲۸۸        |
| ۱۸۲۷ | ۴۷۳٬۴۷۵        |
| ۱۸۳۱ | ۵۵۳٬۱۳۴        |
| ۱۸۴۱ | ۶۵۰٬۰۰۰        |

## حمل و نقل

نشانگر مسیر فعلی در امتداد Chemin دیده می‌شود

سفر به اطراف کانادای سفلی عمدتاً با آب در کنار رودخانه سنت لارنس انجام می‌شد. در خشکی تنها مسیر طولانی از راه Chemin du Roy یا شاهراه کینگ بود که در دهه ۱۷۳۰ توسط نیو فرانسه ساخته شد. بزرگراه کینگ علاوه بر مسیر پستی، وسیله اصلی سفر مسافران از راه دور بود تا اینکه قایق‌های بخار (۱۸۱۵) و راه‌آهن (دهه ۱۸۵۰) جاده سلطنتی را به چالش بکشند. اهمیت جاده سلطنتی پس از دهه ۱۸۵۰ کمرنگ شد و تا زمان ایجاد سیستم بزرگراه مدرن کبک در قرن بیستم، دوباره به عنوان وسیله اصلی حمل و نقل ظاهر نمی‌شد.